# Jesús Dávila Sánchez
Gral. Jesús Dávila Sánchez fue un militar mexicano que participó en la Revolución mexicana. 

## Maderismo
Nació en Saltillo, Coahuila, el 22 de agosto de 1883, siendo hijo de Jesús Dávila Peña y de Julia Sánchez Peña. Pasó sus primeros años de su vida en Arteaga, donde se unió al antirreeleccionismo, a las órdenes de Rafael Cepeda. Al triunfo de Francisco I. Madero, encabezó a algunas fuerzas estatales coahuilenses, ante la gubernatura de Venustiano Carranza. Fue de los primeros en secundar la lucha constitucionalista, por lo que fue enviado a operar junto con Ernesto Santos Coy, al sur de Coahuila y norte de San Luis Potosí. Carranza, además, les encomendó ponerse en contacto con Rafael Cepeda, llegando hasta el pueblo de Charcas, pero tuvieron que regresar al sur de Coahuila. 

## Constitucionalismo
Poco después tomaron Matehuala, que segunda población potosina. Cuando Lucio Blanco fue trasladado a Sonora, Dávila Sánchez quedó como Jefe de las operaciones en la región, aunque supeditado al general Pablo González Garza, con quien cooperó en el fracasado ataque a Monterrey, a finales de 1913. Fue herido en el ataque a Laredo, en diciembre de ese año. Al caer Victoriano Huerta fue enviado a Toluca, junto con Francisco Murguía, pero acompañó a Venustiano Carranza en su entrada triunfal a la capital del país, el 20 de agosto de 1914. Poco después sustituyó a Juan G. Cabral en la Comandancia de la Ciudad de México y participó en la lucha contra el villismo en Coahuila. Fue representado en la Convención de Aguascalientes por Lázaro J. Hernández. En 1920 acompañó a Venustiano Carranza en su huida. Falleció en Saltillo el 3 de diciembre de 1973.